# Elle LaMont
Elle LaMont est une actrice américaine née le 12 septembre 1981 dans le comté de McLennan au Texas.

## Filmographie

### Cinéma
- 2007 : A Night to Remember : Kimberly
- 2008 : Kings of the Evening : la couturière
- 2008 : Risen : le zombie au centre civique
- 2008 : Toy Story : la tueuse à la tronçonneuse
- 2010 : Upon a Midnight Clear : l'annonceuse
- 2010 : The Devil's Gravestone : Jaq
- 2011 : Blacktino : Detective Andrews
- 2011 : Recess : Mlle Ellis
- 2011 : Strings : Chavine
- 2011 : Spy Kids 4 : Tout le temps du monde : l'agent OSS
- 2012 : On Down the Line : Molly
- 2013 : Machete Kills : Dollface
- 2013 : Music Therapy : Linnie
- 2014 : Iron Fist Trailer
- 2014 : Two Step : la barmaid de la cantina
- 2014 : The Furies : Tish
- 2014 : The Wisdom to Know the Difference : Candy
- 2014 : Varsity Blood : Diane Sanchez
- 2014 : Dead Still : Ivy Monroe
- 2015 : Layla in the Sky : Dr Longoria
- 2015 : Pictures at an Exhibition : la violoniste
- 2015 : Sorrow : Preppy Girl
- 2015 : Into Memory : Katie
- 2015 : Hit Call : la femme
- 2015 : Flashes : Clare Rotit
- 2015 : El Güey : La Llorona
- 2016 : Second Impression : Kiera Garza
- 2017 : No Chance : Dr Dawn Bergmann
- 2018 : The Next Kill : Natalie Hershlag
- 2018 : People with Issues : la fille hipster
- 2018 : Sanitatum : Lily Brandon
- 2019 : Pegasus: Pony with a Broken Wing : Emily
- 2019 : Alita: Battle Angel : Screwhead
- 2019 : Flay : Moon Crane
- 2019 : Agenda 11 : Alana
- 2019 : Mercy Black : Alice
- 2020 : Mr. Ace and the Killer Penguin : Virginia

### Télévision
- 2012 : Prescribed : Victoria (3 épisodes)
- 2014 : Une nuit en enfer : Karina (3 épisodes)
- 2015 : People with Issues : la fille hipster
- 2015 : VAAC Army : Spearmint (1 épisode)
- 2015 : Under Nitrous : Marybeth (1 épisode)
- 2019 : Mr. Blue : Samantha Lacroix